# Baltasar Picornell
Pour les articles homonymes, voir Picornell et Lladó.
Baltasar Picornell Lladó, aussi connu comme Balti Picornell, né en 1977 à Felanitx, est un homme politique espagnol membre de Podemos.
Il est président du Parlement des îles Baléares entre 2017 et 2019.

## Biographie

### Profession
Il est charpentier métallique.

### Carrière politique
Profondément républicain, il est militant dans divers mouvements sociaux. Il est membre de Podemos depuis la création du parti dans les îles Baléares. 
Lors des élections régionales du 24 mai 2015, il est élu député pour la circonscription de Majorque. Il est proposé à la présidence du Parlement et élu au premier tour de scrutin le 14 février 2017 après la cessation de fonction de Xelo Huertas.